# 6705-ös mellékút (Magyarország)
A 6705-ös számú mellékút egy közel négy kilométer hosszú, négy számjegyű országos közút Somogy vármegyében. Somogysárdot kapcsolja össze közvetlenül Mezőcsokonya, közvetve Hetes és Juta településekkel.

## Nyomvonala
A 6703-as útból ágazik ki, annak 7,800-as kilométerszelvénye közelében, Mezőcsokonya központjában. Nyugat felé indul, Szabadság utca néven, majd fokozatosan átvált nyugat-délnyugati irányba. 1,8 kilométer után hagyja el a lakott területet és kevéssel ezután már eléri Somogysárd határát. Egy darabig a határvonalat kíséri, 2,1 kilométer után pedig teljesen ez utóbbi község területére lép. 3,4 kilométer után éri el a település egykori római katolikus temploma helyén létesített kegyeleti parkot, majd beér a község házai közé. Az egykori somogysárdi földesúri család emlékére itt a Somssich utca nevet viseli, és így is ér véget, beletorkollva a 6702-es útba, amely itt nagyjából 6,5 kilométer megtételén van túl.
Teljes hossza, az országos közutak térképes nyilvántartását szolgáló kira.gov.hu adatbázisa szerint 3,951 kilométer.